# فأس حجري

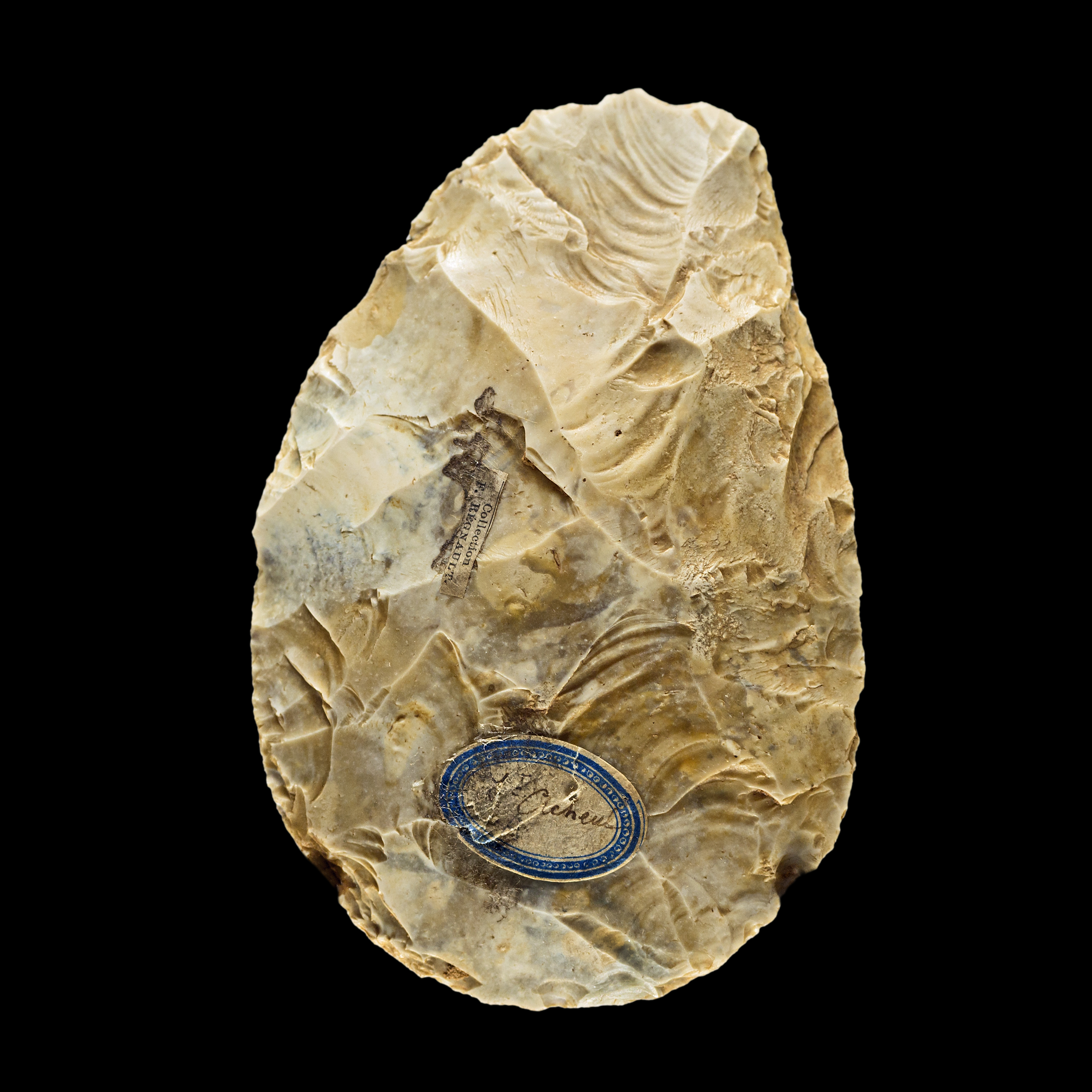

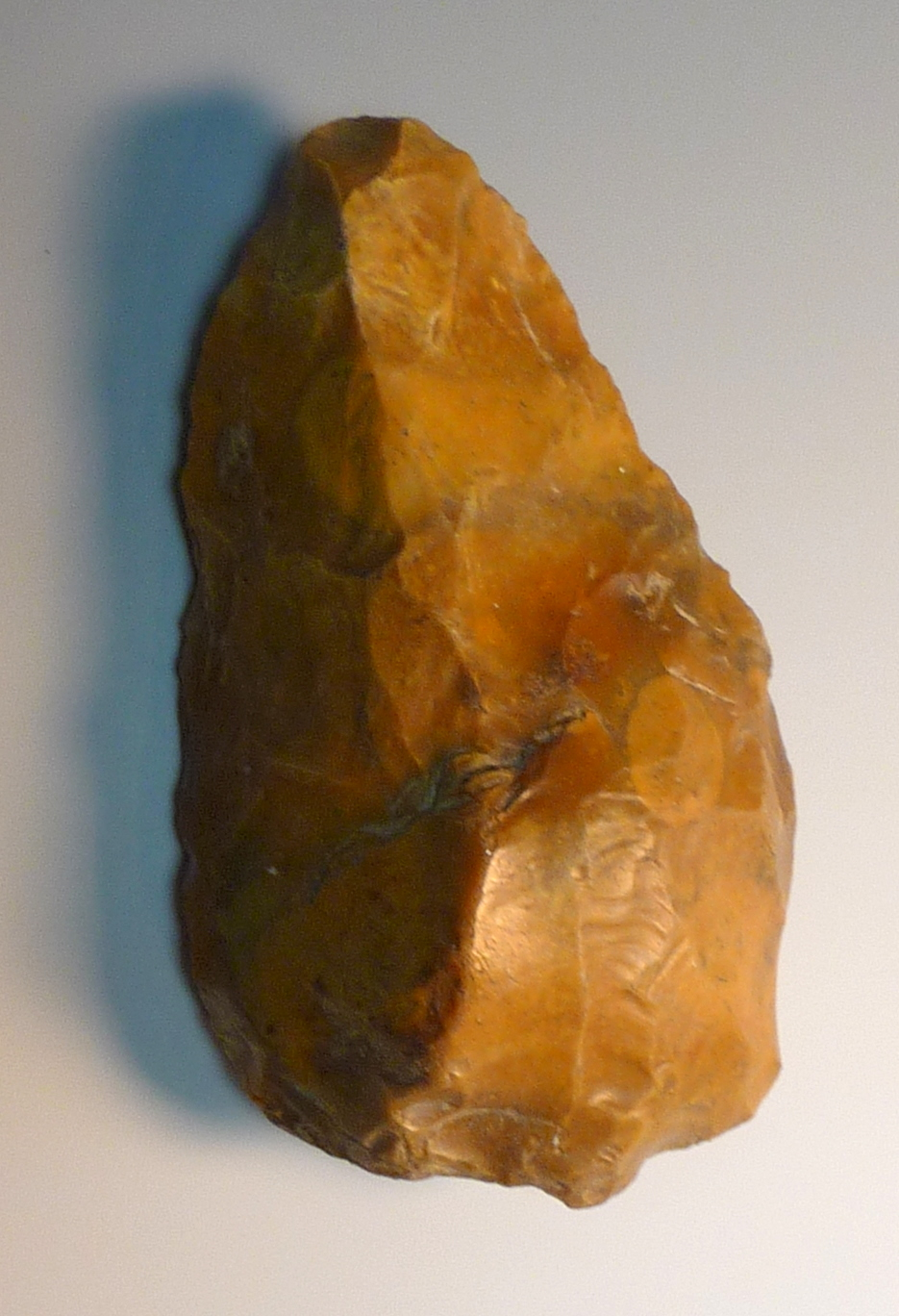

الفأس الحجري أو الحجر المشقوف، هو أداة حجرية ذات وجهين، استخدمها البشر بين العصر الحجري القديم المبكر «الأشولي» الممتد من 2.5 مليون إلى 300 ألف سنة، والعصر الحجري القديم الأوسط «الموستيري» الممتد من 300 ألف سنة إلى 30 ألف سنة مضت. أي أن هذا الفأس كان الأداة التي استخدمها البشر لأطول فترة على الإطلاق، ويقدر البعض بأنها تغطي 99% من تاريخ استخدام الأدوات عندهم.

## انتشاره

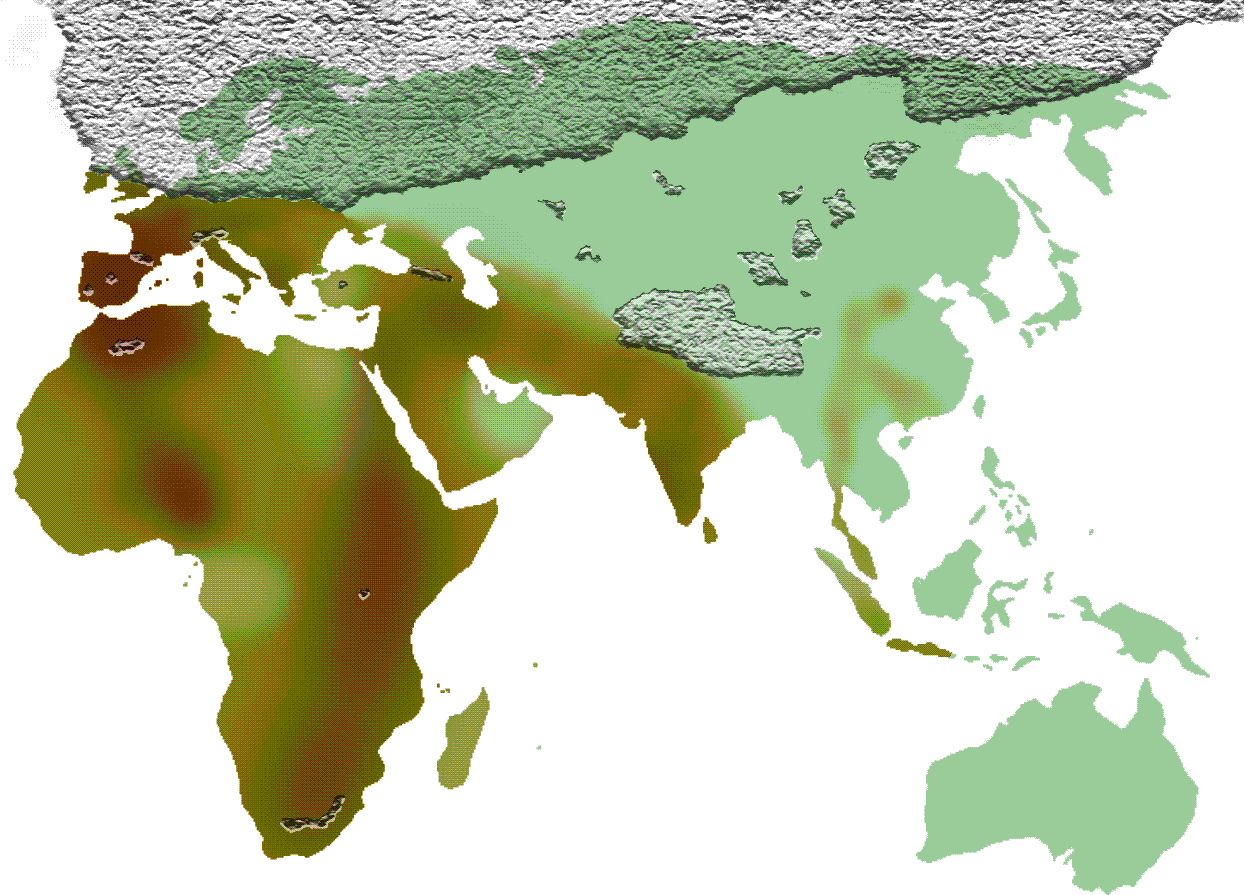
مناطق انتشار الفأس الحجرية

توجد الفؤوس الحجرية في أفريقية وأوروبة وآسية الغربية الشمالية، الأدلة الأثرية الجديدة تشير إلى وجود هذا النوع من الفؤوس في مناطق شرق آسيا ولو بصورة محدودة.

## صناعته
أنتجت الفؤوس الحجرية الأقدم بواسطة القرع أو الضرب المباشر بحجر يلعب دور المطرقة، ويمكن تمييزه بما يتصف به من سماكة وحواف ملتوية. الفؤوس الموستيرية اللاحقة أنتجت بشكل أفضل، ولها مقبض من العظم أو الخشب وكانت حوافها مستوية أكثر وكانت أكثر رقة.
يحتاج صانع الفؤوس الحجرية المتحترف إلى أقل من 15 دقيقة لإنتاج فأس جيدة. ويمكن إجراء فأس يدوية بسيطة من حصاة شاطئ كبيرة في أقل من 3 دقائق.

## المواد الأولية
عموماً صنّعت الفؤوس الحجرية من الصوان، والكوارتز وصخور أخرى خشنة. نادرًا ما كان يتم استخدام حجر السج البركاني، فهو سهل الكسر.

## الأشكال
للفؤوس الحجرية أشكال عديدة، فمنها البيضوية، وتلك التي تأتي بشكل القلب، أو مثلثة الشكل.

## الوظيفة
باعتبار أن لمعظم الفؤوس الحجرية أطراف حادة من كل الجهات، فلا وجود لاتفاق كامل حول وظيفتها. التفسيرات تتراوح بين القطع والفرم والحفر وتكسير البذور وحتى إعداد الفخاخ وكذلك في إقامة الطقوس والشعائر ومنها الجوانب المتعلقة بالمغازلة أو لفت انتباه الإناث. تتوجه غالبية العلماء اليوم إلى أن الاستخدام كان للتقطيع أو أداة لمختلف الاستعمالات، ربما لتقطيع اللحم واستخراج نقي العظم، وقد تم إجراء بعض الاختبارات التي تدعم هذه النظرية.
يقترح أحد التفاسير التي قدمها ويليام كالفين أن بعض النماذج المستديرة يمكن أن تكون قد استخدمت «كأقراص قتل» أي أن يتم قذفها على قطيع من الحيوانات المتجمعة للشرب فتصرع واحداً منهم. قليلة هي المؤشرات التي توحي بإضافة مقبض للفأس، وبعض القطع الأثرية تعد كبير جدًا على ذلك. ومهما يكن من أمر فإن رمي الفأس الحجرية لا يؤدي عادة إلى اختراق عميق بما يكفي لإحداث إصابة جدية. كما أن معظم الفؤوس الحجرية صغيرة. وهناك القليل جداً من العلامات التي ظهرت على الفؤوس كأضرار ناتجة عن مثل هذه الصدمات.
من الجدير بالذكر أن بعض الفؤوس الحجرية كان من الواضح أنها معدة للاستخدام باليد اليمنى، في حين بعضها كان صالحاً للاستخدام باليدين، أما القليل منها فقط فقد بدى مخصصاً للاستخدام باليد اليسرى.
أجريت في التسعينيات دراسات حاول خلالها جزار القيام بتقطيع ذبيحة باستخدام الفؤوس الحجرية، وتبين أن الفأس الحجري أداة مثالية للوصول إلى نخاع العظم الذي يحتوي على نسبة عالية من البروتين والفيتامينات، وبالتالي يتمتع بقيمة غذائية عالية.